# Michel Samanos
Michaël Samanos dit aussi Michel Samanos, né à Paris 8e le 4 janvier 1876 et mort à Paris 6e le 23 juillet 1924 est un peintre, graveur, et caricaturiste français.

## Biographie
Né dans le 8e arrondissement de Paris dans une famille aisée originaire de Bordeaux, Michaël Samanos est le second fils de l'écrivain Albert Samanos.
Il se fait prénommer parfois André, mais il signe ses travaux graphiques Michel Samanos, Samanos et Sam.
Formé par Fernand Cormon, ses premiers dessins humoristiques sont publiés en 1900 dans La Caricature, Le Frou-frou, Le Pêle-Mêle, puis dans L'Assiette au beurre, Le Rire, Le Journal pour tous, Le Sourire, Fin de siècle, Nos loisirs, Le Courrier français, Le Journal, Les Annales politiques et littéraires, etc. Il produit des dessins qui seront publiés jusqu'en 1926 et ses dernières collaborations sont pour le supplément illustré du Petit Parisien.

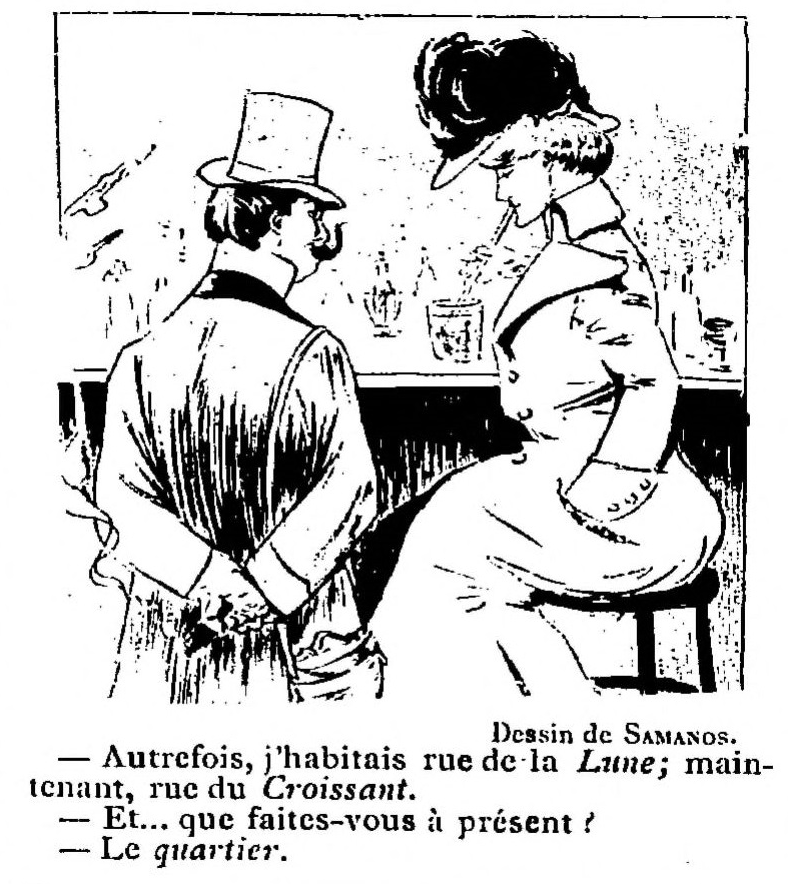
Dessin humoristique publié dans Le Frou-frou, 1904.

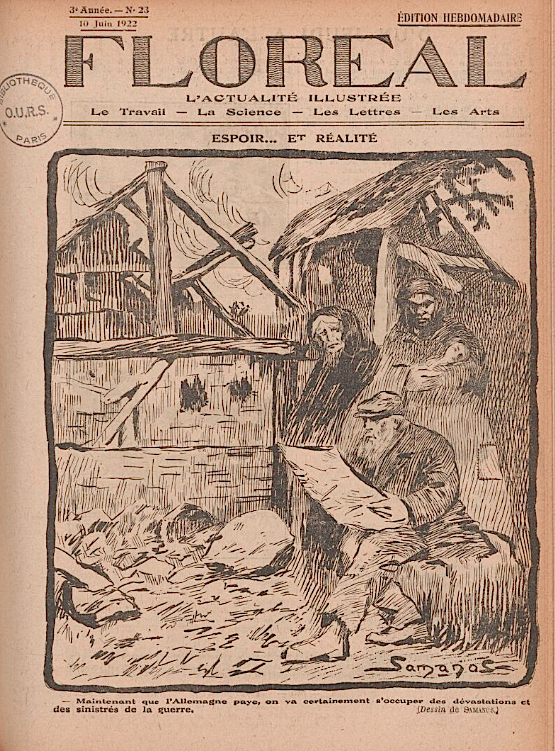
« Espoir... et réalité », dessin de couverture de Floréal, 10 juin 1922.

Par ailleurs, il produit des eaux-fortes inspirées de Paris et des Parisiennes, certaines sont destinées à illustrer des ouvrages, d'autres sont éditées entre autres par Edmond Sagot. Il produit des estampes en couleurs et participe en 1905 au deuxième Salon annuel de la gravure originale en couleurs organisé chez Georges Petit. La même année, il présente deux eaux-fortes au Salon d'Automne et huit œuvres peintes au Salon des indépendants. L'éditeur d'estampes Pierrefort propose en 1907 un portfolio de quatre planches gravées en couleurs reproduisant des Parisiennes.
Mobilisé durant la Première Guerre mondiale, il exécute de nombreuses aquarelles, témoignant des horreurs des tranchées ; ces images sont collectées par Julien Lemétais et conservées au musée des Beaux-Arts de Reims,.
Samanos semble ne pas retrouver le succès après guerre, collaborant plus rarement, entre 1918 et 1923, à l'Almanach Vermot et à Floréal. Il présente en 1920 des aquarelles au Salon des artistes français.
En août 1924, sa mort est annoncée par la presse des suites d'une longue maladie.

## Ouvrages illustrés
- Jules Renard, Poil de carotte.

- Chapeur, Sous la pluie, Au bureau du Journal, 1900.
- Léon Berthault, Le Mystère du phare, éditions du Monde illustré, 1903.
- Willy, Un Vilain Monsieur !, coll. « Le Roman Succès », Albin Michel, 1910.
- Willy, La Môme Picrate, coll. « Le Roman Succès », Albin Michel, [1911].
- Grands Magasins des Nouvelles Galeries de Chartres, 1915.
- Georges Cuvier, La Guerre sans galon, Éditions du combattant, 1920.